# Вдзидзе-Тухольські
Вдзидзе-Тухольські (пол. Wdzydze Tucholskie) — село в Польщі, у гміні Карсін Косьцерського повіту Поморського воєводства.
Населення — 293 особи (2011).
У 1975-1998 роках село належало до Гданського воєводства.

## Демографія
Демографічна структура станом на 31 березня 2011 року:
|          | Загалом | Допрацездатний вік | Працездатний вік | Постпрацездатний вік |
| -------- | ------- | ------------------ | ---------------- | -------------------- |
| Чоловіки | 146     | 35                 | 96               | 15                   |
| Жінки    | 147     | 40                 | 82               | 25                   |
| Разом    | 293     | 75                 | 178              | 40                   |